# Josephine (Texas)
Josephine város az USA Texas államában, Hunt és Collin megyében. Lakosainak száma 2119 fő (2020. április 1.).

## Népesség
A település népességének változása:

| 2010 | 812   |
| 2020 | 2 119 |